# Martin Schieber
Martin Schieber (* 12. Januar 1966; † 21. Oktober 2014) war ein deutscher Historiker und Kommunalpolitiker.

Martin Schieber stammte aus Ottensoos, das bis zu seinem Tod seinen Lebensmittelpunkt bildete. Der studierte Historiker war wissenschaftlicher Mitarbeiter beim Verein Geschichte Für Alle, für den er zahlreiche Publikationen zur fränkischen Regionalgeschichte sowie zur Stadtgeschichte Nürnbergs verfasste. Neben seiner beruflichen Tätigkeit als Führungskraft in diesem Verein engagierte er sich auch ehrenamtlich und in der Kommunalpolitik. Von 2008 bis zu seinem Tod gehörte er für die CSU dem Gemeinderat seiner Heimatkommune an. Schieber verstarb 2014 unerwartet nach kurzem Krankenhausaufenthalt.

## Publikationen (Auswahl)
- Nürnberg – Eine illustrierte Geschichte der Stadt. Verlag C. H. Beck, München 2000.
- mit Bernd Windsheimer, Alexander Schmidt: St. Johannis. Geschichte eines Stadtteils. Sandberg Verlag, Nürnberg 2000, ISBN 3-930699-21-4.
- Erlangen – Eine illustrierte Geschichte der Stadt. Beck, München 2002, ISBN 3-406-48913-3.
- Geschichte Nürnbergs. Beck, München 2007, ISBN 978-3-406-56465-9.
- Rüblanden. Aus der Geschichte eines fränkischen Dorfes. Eigenverlag der Gemeinde Ottensoos, Nürnberg 2009.
- Feucht. Ein Streifzug durch die Geschichte. Sandberg Verlag, Nürnberg 2011, ISBN 978-3-930699-72-8.
- mit Ina Schönwald: Schnaittach. Geschichte des Marktes am Fuße des Rothenberges. Sandberg Verlag, Nürnberg 2011, ISBN 978-3-930699-70-4.